# Un oiseau pour le chat
Un oiseau pour le chat est le 7e album de la série de bande dessinée Jérôme K. Jérôme Bloche d’Alain Dodier. L'ouvrage est publié en 1991.